# Afer XYZ
L'afer XYZ va ser un episodi diplomàtic que va empitjorar les relacions entre França i els Estats Units i va portar a la no declarada Quasi-Guerra de 1798. El Tractat de Jay de 1795 va molestar França, que estava en guerra amb la Gran Bretanya i va interpretar el tractat com a evidència d'una aliança entre la Gran Bretanya i els Estats Units. El president John Adams i el seu Partit Federalista també havien estat crítics amb la tirania i el radicalisme extrem de la Revolució francesa, empitjorant més les relacions entre França i els Estats Units.

## John Adams
Els francesos van capturar gairebé tres-cents vaixells nord-americans amb rumb a ports britànics de l'Atlàntic, la Mediterrània i el Carib. Líders del Partit Federalista com Alexander Hamilton demanaven declarar la guerra, però el president Adams, també federalista, va enviar una delegació diplomàtica (Charles Cotesworth Pinckney, John Marshall i Elbridge Gerry) a París el 1797 a negociar la pau. Tres agents francesos, Jean Conrad Hottinguer, Pierre Bellamy i Lucien Hauteval, van exigir el pagament d'un gran suborn per permetre a la delegació parlar amb el ministre d'Assumptes Exteriors de França Charles Maurice de Talleyrand-Périgord, un enorme préstec per ajudar a finançar les guerres franceses com a condició per continuar les negociacions, i una disculpa oficial pels comentaris fets per Adams. Els nord-americans van trencar les negociacions i van tornar al seu país. Els partidaris de Thomas Jefferson creien que els delegats nord-americans van ser els culpables del fracàs i van exigir veure els documents clau. Adams va fer públic l'informe de la delegació -amb els noms dels agents francesos canviats per X, I, i Z, d'on va prendre nom el cas i la correspondència- fent esclatar una onada de sentiment en contra dels francesos, ja que els nord-americans van culpar els francesos.

## Talleyrand
Que aquella nació sobirana rebutgés negociar amb els representants acreditats dels Estats Units o si més no rebre'ls sense suborns per als seus membres principals i un préstec per a les incursions militars de la nació a Europa, van semblar un insult extrem als nord-americans. El públic es va assabentar que els delegats havien rebutjat les demandes. " La resposta és no. No, ni un centau! " (en anglès: "The answer is no! No, not a sixpence! ") va ser la seva resposta, retransmesa pels editors de diaris com a "Milions per a defensa, però ni un centau per a tribut. " (en anglès: "Millions for defense, but not one cent for tribute!").
Els Estats Units havien ofert a França moltes de les mateixes disposicions que es trobaven al Tractat Jay amb la Gran Bretanya, però França va reaccionar enviant Marshall i Pinckney al seu país. Gerry va romandre a França, pensant que podria impedir una declaració de guerra, però oficialment no va negociar més.
La Quasi Guerra va esclatar (1798-1800), amb els vaixells de guerra i vaixells mercants nord-americans i francesos lluitant al Carib i davant les costes dels Estats Units (se'n va dir "quasi" perquè no hi va haver una declaració de guerra oficial). Els Estats Units van abrogar el Tractat d'aliança que tenien amb França. Adams va començar a enfortir la marina, i un nou exèrcit va ser reclutat. La guerra total semblava ser molt a prop, però Adams va designar nous diplomàtics encapçalats per William Murray. Ells van negociar el final de les hostilitats a través del Tractat de Mortefontaine. El Cas XYZ va debilitar de manera significativa l'afecte que tenien els nord-americans per França.